# Economia della Repubblica di Cina
L'economia di Taiwan è un'economia dinamica di tipo capitalistico caratterizzata da un ridotto intervento del governo negli investimenti e nel commercio estero. Nel 2022, Taiwan aveva un PIL pro capite per PPA di circa 69 500 dollari statunitensi (leggermente superiore a quello dell'Islanda e inferiore a quello dei Paesi Bassi) e un PIL per PPA di 1 621 miliardi di dollari statunitensi, posizionandosi all'ottavo posto in Asia e al diciannovesimo a livello globale. Sia il Fondo Monetario Internazionale che la Banca Mondiale includono Taiwan tra le economie avanzate.
Il tasso medio di crescita del PIL è stato dell'8% negli ultimi tre decenni, con un'ulteriore crescita delle esportazioni che ha favorito l'industrializzazione. L'inflazione e la disoccupazione sono basse, il surplus commerciale è cospicuo e le riserve valutarie sono le quarte più grandi al mondo. L'agricoltura rappresenta solo l'1,8% del PIL, in netta diminuzione rispetto al 32% del 1952. Le industrie tradizionali ad alta intensità di manodopera sono state delocalizzate in altri paesi e sostituite da industrie più dipendenti dal capitale e dalla tecnologia. Taiwan è infatti leader mondiale nella produzione di microchip, con tecnologie all'avanguardia.
Le politiche economiche adottate negli ultimi anni, come gli investimenti in ricerca e sviluppo e la liberalizzazione dell'economia, hanno prodotto risultati costanti nell'innovazione e nella competitività. Il paese è al 13º posto nel Global Competitiveness Report del World Economic Forum. Inoltre, è al 4º posto nell'Indice della libertà economica della Heritage Foundation.
Attualmente, Taiwan fa parte dell'Asia-Pacific Economic Cooperation (APEC), un blocco economico che mira a trasformare il Pacifico in un'area di libero scambio e che comprende le economie di Asia, America e Oceania. Il Paese è anche un importante investitore in Cina continentale, Thailandia, Indonesia, Filippine, Malaysia e Vietnam.

## Storia
Fino al 1949, Taiwan era un'isola di circa 5-6 milioni di abitanti, con una popolazione perlopiù indigena di origini oceaniche. La grande svolta sull'isola avvenne con l'arrivo massiccio delle truppe di Chiang Kai-shek e dei nazionalisti cinesi nel 1949, dopo la loro sconfitta contro l'Armata Rossa di Mao Zedong. Questa migrazione di massa portò sull'isola circa 2,2 milioni di rifugiati cinesi entro il 1949.
Come il Giappone, anche Taiwan è un'isola prevalentemente montuosa e rocciosa che offre poche aree coltivabili e abitabili e poche risorse naturali. Lo sviluppo economico di Taiwan dal 1949 al 1953 fu realizzato con spazi molto ridotti e scarsi capitali di investimento, basati principalmente sui beni personali dei migranti cinesi dalla Cina continentale.
Il primo passo verso l'industrializzazione fu la riforma agraria, un passo cruciale nella modernizzazione dell'economia, poiché creò una classe di proprietari con capitali investibili in futuri progetti economici. L'aiuto degli Stati Uniti fu altresì importante per stabilizzare Taiwan nel dopoguerra, con un totale di 1,4 miliardi di dollari in sussidi dal 1951 al 1965. Questi fattori, insieme alla pianificazione governativa e all'introduzione dell'istruzione universale, portarono a un grande sviluppo nell'industria, nell'agricoltura e nel tenore di vita. L'economia passò da un'economia basata sull'agricoltura (32% del PIL nel 1952) a un'economia orientata all'industria (47% del PIL nel 1986). Tra il 1952 e il 1961, l'economia crebbe in media del 9,21% ogni anno.
L'incertezza sulle relazioni con gli Stati Uniti accelerò il passaggio del paese dalle importazioni sussidiate alla crescita trainata dalle esportazioni. Dal 1959 al 1979, fu quindi attuata una politica di incentivo alle esportazioni per garantire lo sviluppo dell'industria manifatturiera, in particolare dei tessili. Lo sviluppo del commercio estero e delle esportazioni contribuì ad assorbire il surplus di manodopera a causa della diminuzione dell'importanza dell'agricoltura nell'economia. Come la Corea del Sud, anche Taiwan passò dalle manifatture economiche che richiedevano molta manodopera, come tessili e giocattoli, a una espansione dell'industria pesante e delle infrastrutture negli anni '70. Dal 1979 si sono succeduti piani economici decennali per aumentare la quota dell'industria nell'economia, sviluppando settori ad alta tecnologia e ad alto valore aggiunto come le tecnologie dell'informazione e della comunicazione, l'elettronica, la costruzione meccanica e i trasporti.
Negli anni '80, l'economia stava diventando sempre più aperta e il governo avanzava verso la privatizzazione delle imprese governative. Lo sviluppo tecnologico portò alla creazione del Parco Scientifico di Hsinchu nel 1981. Gli investimenti in Cina continentale stimolarono il commercio attraverso lo Stretto, riducendo la dipendenza di Taiwan dal mercato degli Stati Uniti. Tra gli anni '80 e '90, la crescita economica si attestò ad un tasso annuale compreso tra il 6,3% e il 7,7% e il settore dei servizi raggiunse il 47,34%, superando il settore industriale e diventando un'importante fonte di crescita economica.

## Commercio estero

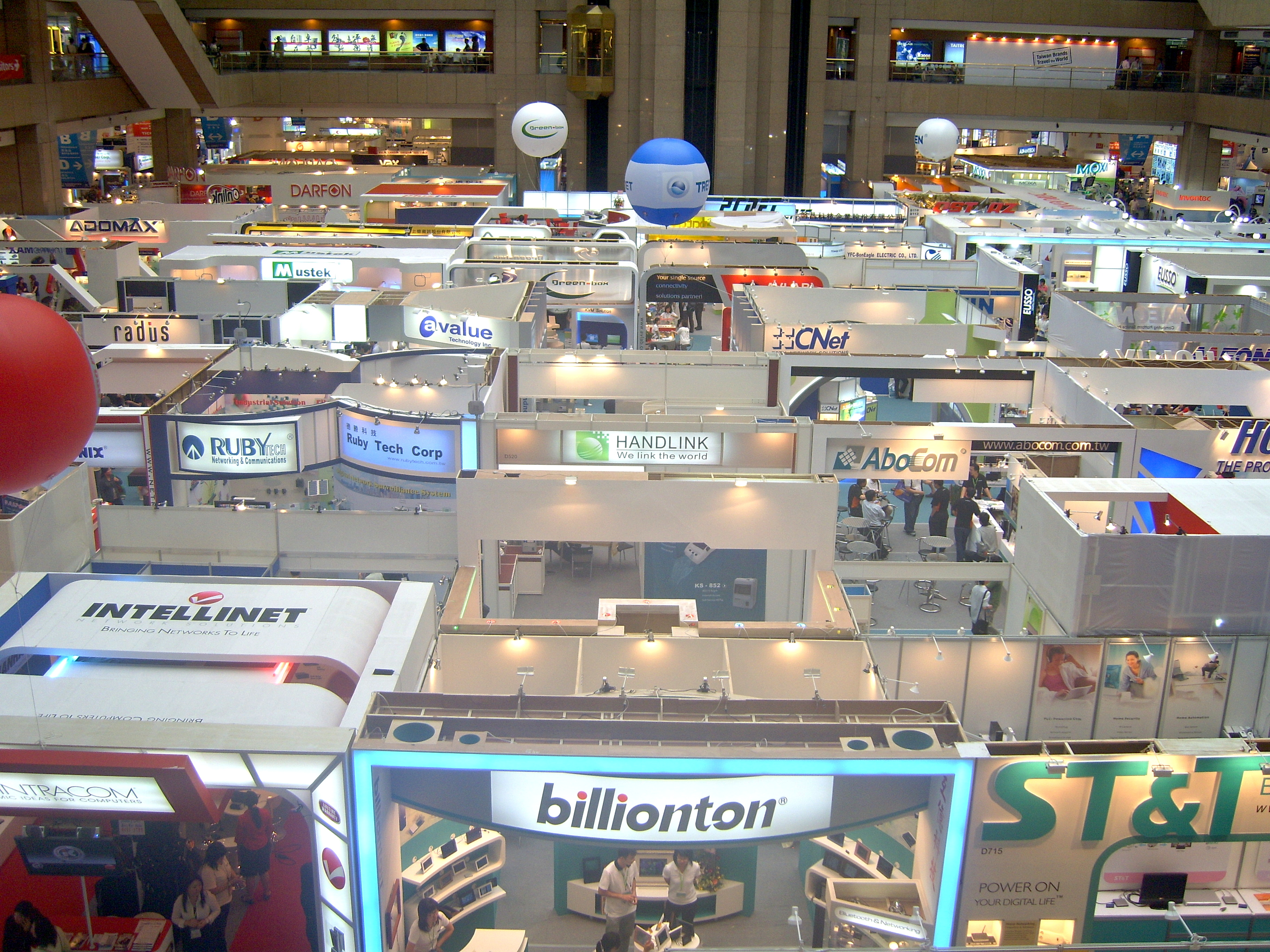
Computex Taipei, la seconda più grande fiera tecnologica del mondo, è una mostra IT globale che attira molti investitori stranieri.

Il commercio estero è stato il motore del rapido sviluppo di Taiwan negli ultimi 40 anni. Il valore totale del commercio aumentò più di cinque volte negli anni '60, quasi dieci volte negli anni '70, e si duplicò nuovamente negli anni '80. Negli anni '90 vi fu una crescita più modesta, di poco meno del doppio. La composizione delle esportazioni è gradualmente cambiata nel tempo, passando da prodotti prevalentemente agricoli a prodotti industriali (ora al 98%).
Taiwan, in quanto economia indipendente, è membro dell'Organizzazione mondiale del commercio (OMC) sotto il nome di Territorio doganale separato di Taiwan, Penghu, Kinmen e Matsu (spesso abbreviato come Taipei Cinese, entrambi i nomi risultanti dall'interferenza della RPC nell'OMC) dal gennaio 2002. In un rapporto del 2011 di Business Environment Risk Intelligence (BERI), Taiwan ha ottenuto il terzo posto mondiale per il suo ambiente di investimento.
Taiwan è il più grande produttore mondiale di chip informatici, pannelli LCD, memoria informatica DRAM, apparecchiature di rete ed elettronica di consumo. Tra le principali aziende di hardware taiwanesi vi sono Acer, Asus, MSI, HTC, Foxconn, TSMC e Pegatron. I tessili sono un altro importante settore industriale di esportazione, sebbene di importanza decrescente a causa della scarsità di manodopera, dell'aumento dei costi generali, dei prezzi della terra e della protezione dell'ambiente.
La maggior parte delle importazioni a Taiwan sono costituite da materie prime e beni capitali, che rappresentano più del 90% del totale. Gli Stati Uniti sono il terzo più grande partner commerciale di Taiwan, rappresentando l'11,4% delle esportazioni taiwanesi e fornendo il 10% delle sue importazioni. Le esportazioni verso gli Stati Uniti, in particolare verso Apple, Compaq o HP Inc., sono costituite principalmente da prodotti elettronici e beni di consumo. Nel 2015, l'avanzo commerciale di Taiwan con gli Stati Uniti ammontava a 7,8 miliardi di dollari ed è ulteriormente aumentato da allora. La Cina continentale è diventata di recente il più grande partner di importazione ed esportazione di Taiwan. Nel 2020, il paese rappresentava il 28% delle esportazioni di Taiwan e il 13,2% delle importazioni. Questo numero sta crescendo rapidamente poiché entrambe le economie sono sempre più interdipendenti. Le importazioni dalla Cina continentale consistono principalmente in materie prime agricole e industriali.
Nonostante la Repubblica di Cina (Taiwan) non abbia relazioni diplomatiche formali con tutti i suoi partner commerciali, questo fatto non sembra aver seriamente ostacolato la rapida espansione del commercio taiwanese. La Repubblica di Cina ha stabilito uffici culturali e commerciali in oltre 60 paesi con i quali non ha relazioni ufficiali per rappresentare gli interessi taiwanesi. Oltre all'OMC, Taiwan è membro dell'Asian Development Bank e dell'Asia-Pacific Economic Cooperation (APEC), in entrambe come Cina Taipei (nome derivante dall'influenza della RPC). Taiwan è anche un membro della Camera di commercio internazionale sotto lo stesso nome ed è un osservatore presso l'Organizzazione per la cooperazione e lo sviluppo economico (OCSE) e l'Agenzia internazionale dell'energia (IEA).
L'Accordo Quadro per la Cooperazione Economica (ECFA) con la Repubblica Popolare Cinese è stato firmato il 29 giugno 2010 a Chongqing. Potenzialmente, potrebbe ampliare il mercato per le esportazioni di Taiwan. Tuttavia, i veri benefici e gli impatti portati dall'ECFA sull'economia generale di Taiwan sono ancora oggetto di dibattito. L'accordo consentirà a più di 500 prodotti fabbricati a Taiwan di entrare nella Cina continentale con dazi doganali bassi o nulli. Il governo sta anche cercando di stabilire accordi commerciali con Singapore e gli Stati Uniti. Taiwan ha negoziato con gli Stati Uniti per stabilire una Zona di libero scambio, ma ciò è diventato difficile a causa della scadenza della procedura accelerata presidenziale.
Nel 2020, il Paese si è posizionato al 17º posto tra i maggiori esportatori mondiali, con un totale di 329,5 miliardi di dollari, pari all'1,8% del totale delle esportazioni globali. Per quanto riguarda le importazioni, nel 2020, il Paese ha registrato un totale di 286,49 miliardi di dollari, posizionandosi al 18º posto tra i maggiori importatori mondiali.

## Settore primario

### Agricoltura

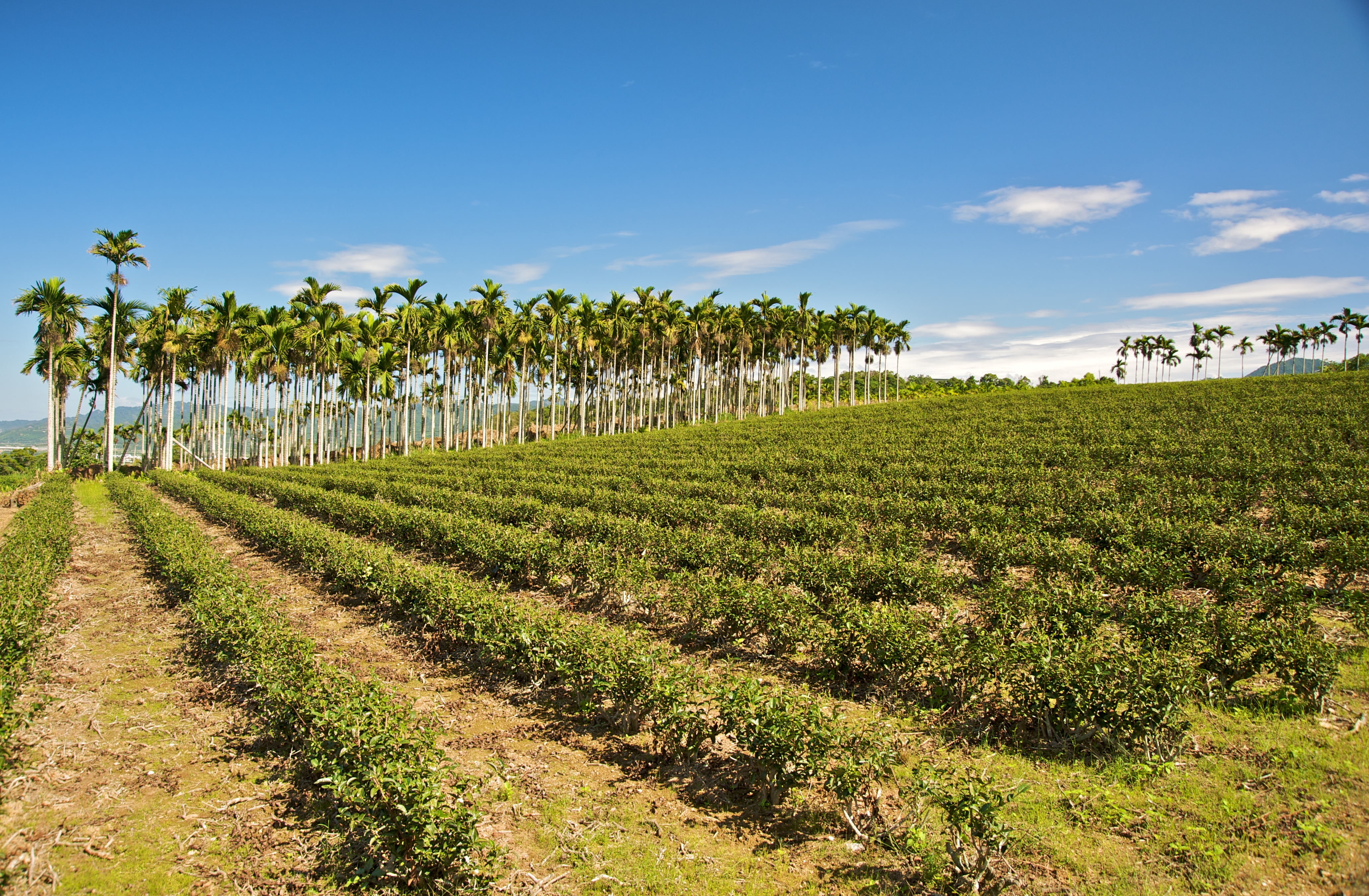
Piantagione di tè a Ruisui, Hualien, parte dell'industria agricola di Taiwan che ha servito da spina dorsale per il suo miracolo economico.

L'agricoltura è stata la base solida del miracolo economico di Taiwan. Dopo la resa del Giappone nel 1945, il governo del Kuomintang annunciò una strategia a lungo termine per "sviluppare l'industria attraverso l'agricoltura e sviluppare l'agricoltura attraverso l'industria". Pertanto, l'agricoltura divenne la base dello sviluppo economico di Taiwan durante i primi anni e servì come ancoraggio per la crescita dell'industria e del commercio. Nel 1951, la produzione agricola rappresentava il 35,8% del PIL di Taiwan, ma nel 2013 tale valore era stato ampiamente superato e i suoi 475,90 miliardi di dollari taiwanesi rappresentavano solo l'1,69% del PIL. Nel 2013, l'agricoltura di Taiwan consisteva in una miscela di colture (47,88%), bestiame (31,16%), pesca (20,87%) e silvicoltura (0,09%). Dopo l'adesione all'OMC e la successiva liberalizzazione del commercio, il governo ha implementato nuove politiche per sviluppare il settore in un'industria verde più competitiva e moderna.
Anche se solo circa un quarto della superficie terrestre di Taiwan è adatto per l'agricoltura, praticamente tutte le terre agricole sono coltivate intensivamente, con alcune aree adatte per due o persino tre raccolti all'anno. Tuttavia, l'aumento della produzione agricola è stato molto più lento rispetto alla crescita industriale. La modernizzazione agricola è stata ostacolata dalla piccola dimensione delle aziende e dalla mancanza di investimenti in migliori strutture e formazione per sviluppare attività più redditizie. La popolazione agricola di Taiwan è diminuita costantemente dal 1974 al 2002, il che ha portato al Consiglio per l'Agricoltura a introdurre una gestione moderna delle aziende agricole, fornendo formazione tecnica e offrendo consulenza per migliori sistemi di produzione e distribuzione. La promozione della meccanizzazione agricola ha contribuito ad alleviare la carenza di manodopera aumentando la produttività; sia la produzione di riso che di canna da zucchero sono completamente meccanizzate. Le principali coltivazioni di Taiwan sono riso, canna da zucchero, frutta (molte delle quali tropicali) e verdure. Anche se è autosufficiente nella produzione di riso, Taiwan importa grandi quantità di grano, principalmente dagli Stati Uniti. La produzione e il consumo di carne sono notevolmente aumentati, riflettendo un alto livello di vita. Taiwan ha esportato per molti anni grandi quantità di carne di maiale congelata, anche se ciò è stato influenzato da un focolaio di afta epizootica nel 1997. Altre esportazioni agricole includono pesce, acquacoltura e prodotti del mare, verdure in scatola e congelate e prodotti di cereali. Si prevede che le importazioni di prodotti agricoli aumentino a causa dell'adesione all'OMC, che sta aprendo i mercati agricoli precedentemente protetti.

### Allevamento
Taiwan è un importante produttore di carne e latticini. Nel 2019, il paese ha prodotto 819 000 tonnellate di carne di maiale, 431 milioni di litri di latte vaccino, 628 000 tonnellate di carne di pollo, 87 000 tonnellate di carne di anatra, oltre ad altri prodotti della filiera zootecnica.

## Settore secondario
La produzione industriale a Taiwan è gradualmente diminuita dal rappresentare più della metà del PIL nel 1986 fino a raggiungere solo il 31% nel 2002. Nel corso degli anni, le industrie ad alta intensità di manodopera sono state sostituite da quelle a intensità di capitale e tecnologia, con l'elettronica e la tecnologia dell'informazione che rappresentano il 35% della struttura industriale. L'industria a Taiwan è composta principalmente da molte piccole e medie imprese (PMI) e alcune grandi imprese.
Nel 2010, il mercato del software di Taiwan è cresciuto del 7,1%, totalizzando un valore di 4 miliardi di dollari USA, che rappresenta il 3,3% del valore di mercato della regione Asia-Pacifico. L'industria di produzione di contenuti digitali è cresciuta del 15% nel 2009, incassando 14,03 miliardi di dollari USA. L'optoelettronica (che include i display piatti e l'energia fotovoltaica) ha raggiunto i 2,2 trilioni di dollari taiwanesi nel 2010, un aumento del 40% rispetto al 2009, rappresentando un quinto della quota di mercato globale.
Tra gli altri settori industriali, vanno menzionate anche la metallurgia, la chimica e la produzione di abbigliamento.

### Industria dei semiconduttori

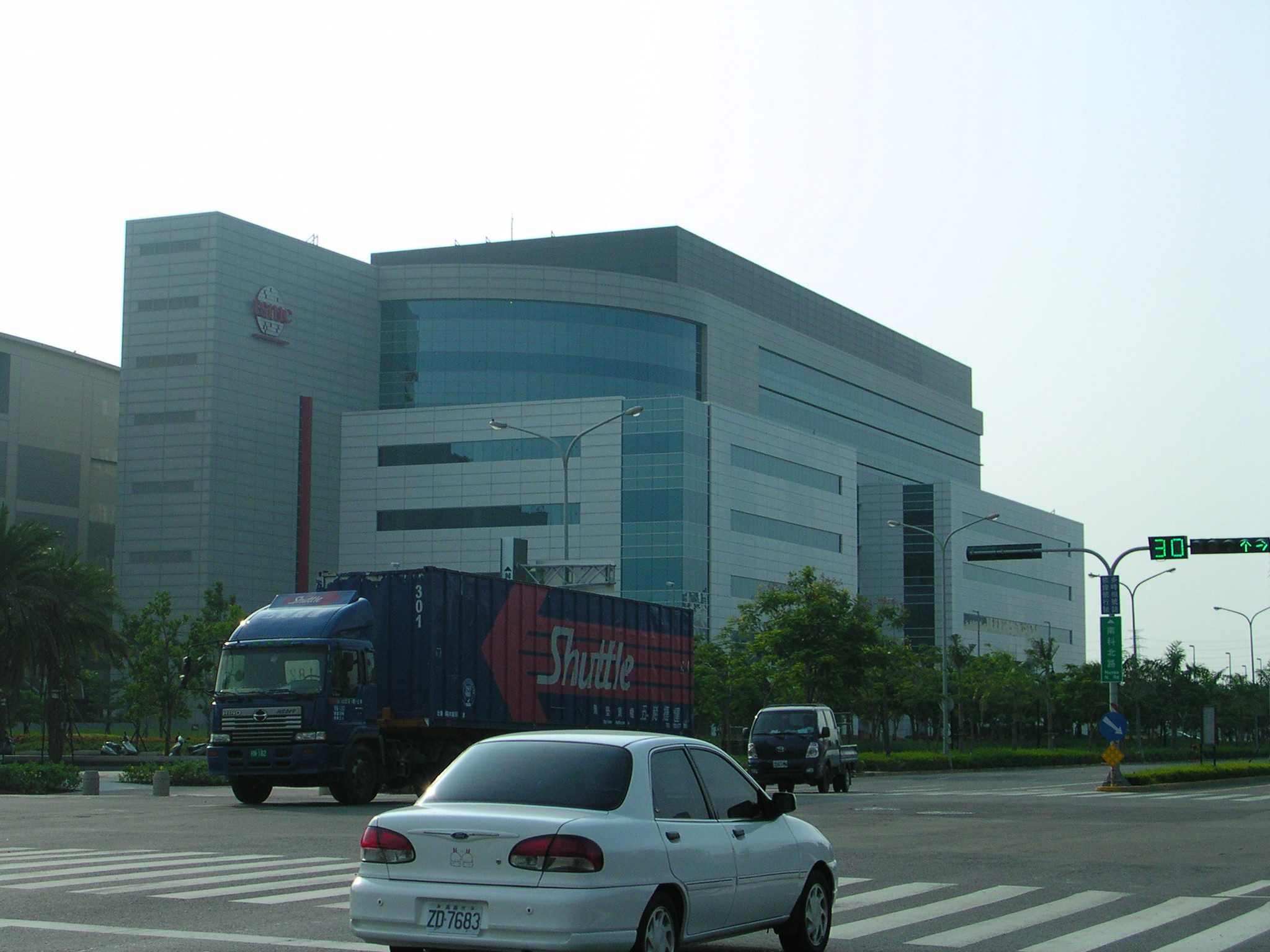
Una fabbrica TSMC a Tainan, una delle tante aziende che compongono l'industria IT di Taiwan.

L'industria dei semiconduttori, che comprende la produzione, la progettazione e l'incapsulamento di circuiti integrati, costituisce una parte importante dell'industria IT di Taiwan. Grazie alle sue solide capacità nella produzione di wafer OEM e ad una catena di approvvigionamento completa, Taiwan è riuscita a distinguersi dai suoi concorrenti. Nel 2009, la produzione del settore ha realizzato 39 miliardi di dollari USA, occupando la prima posizione nel mercato globale della produzione, dell'incapsulamento e dei test dei circuiti integrati, e la seconda posizione nella progettazione dei circuiti integrati. Taiwan Semiconductor Manufacturing Company (TSMC) e United Microelectronics Corporation (UMC) sono i due maggiori produttori di chip per conto terzi al mondo, mentre MediaTek è il quarto più grande fornitore di prodotti fabless al mondo. Nel 1987, TSMC è stata la pioniera del modello di fonderia senza fabbrica, che ha ridefinito l'industria globale dei semiconduttori. Dalla prima fabbrica di wafer da 3 pollici di ITRI, costruita nel 1977, e dalla fondazione di UMC nel 1980, l'industria taiwanese è diventata un leader mondiale, con 40 fabbriche in funzione nel 2002. Nel 2007, l'industria dei semiconduttori ha superato quella degli Stati Uniti, seconda solo al Giappone. Nonostante la crisi finanziaria mondiale del 2007-2008 abbia influenzato le vendite ed le esportazioni, il settore si è ripreso rapidamente, con aziende che hanno registrato utili record nel 2010. Taiwan ha la maggiore proporzione di capacità di produzione di 300 nm, 90 nm e 60 nm in tutto il mondo, ed era previsto che sorpassasse il Giappone nella capacità totale di IC fab entro la metà del 2011.

### Industria siderurgica
Nel 2017, Taiwan era il tredicesimo più grande esportatore di acciaio al mondo. Nel 2018, Taiwan ha esportato 12,2 milioni di tonnellate metriche di acciaio, un aumento dell'1% rispetto ai 12,0 milioni di tonnellate metriche del 2017. Secondo i dati disponibili, le esportazioni di Taiwan rappresentavano circa il 3% di tutto l'acciaio esportato a livello mondiale nel 2017. Il volume delle esportazioni di acciaio di Taiwan nel 2018 era un sesto di quello del più grande esportatore al mondo, la Cina, e quasi un terzo di quello del secondo maggiore esportatore, il Giappone. In termini di valore, l'acciaio rappresentava solo il 3,6% del totale delle merci esportate da Taiwan nel 2018. Taiwan esporta acciaio in più di 130 paesi e territori. Nel decennio tra il 2009 e il 2019, Taiwan ha aumentato le sue esportazioni di acciaio del 24%. Nel 2018, gli Stati Uniti hanno importato 300 000 tonnellate metriche di tubi e prodotti tubolari. Le esportazioni di acciaio inossidabile di Taiwan nel 2018 hanno totalizzato circa 500 000 tonnellate metriche.
Taiwan è il quarto più grande esportatore al mondo di macchine utensili e componenti per macchine utensili. L'area metropolitana di Taichung ospita un ampio gruppo di produttori di macchine utensili.
L'azienda taiwanese Techman Robot Inc. è il secondo produttore mondiale di cobot.

### Energia

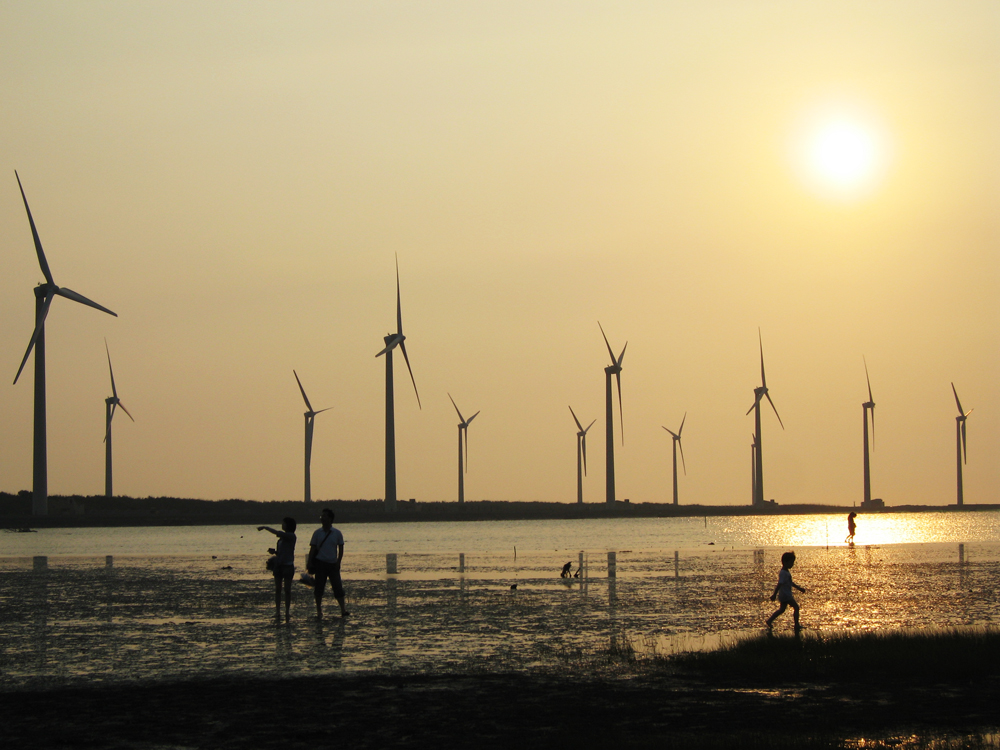
Le turbine eoliche, come queste a Qingshui, Taichung, fanno parte degli sforzi del governo nella commercializzazione delle energie rinnovabili.

Nel settore delle energie non rinnovabili, Taiwan non produce petrolio, sebbene, nel 2015, abbia consumato circa 1 milione di barili al giorno, rendendolo il 22° consumatore mondiale e il 15° importatore mondiale di petrolio. Nel 2020, il Paese era il 75° produttore mondiale di gas naturale, con una produzione quasi nulla. Nel 2019, era il 36° consumatore mondiale (23,3 miliardi di m³ all'anno) e nel 2009 era il 22° importatore al mondo (11,7 miliardi di m³ all'anno). Il paese non produce nemmeno carbone, del quale è stato il 5° importatore mondiale nel 2018, con 76 milioni di tonnellate importate. Nel 2019, Taiwan aveva 4 centrali nucleari sul suo territorio, con una capacità installata di 3,8 GW.
Per quanto riguarda le energie rinnovabili, nel 2020, Taiwan è stato il 38° produttore mondiale di energia eolica, con 0,8 GW di potenza installata, ed è stato il 17° produttore mondiale di energia solare, con 5,8 GW di potenza installata.
Anche se l'uso di energia pro capite a Taiwan è simile a quella degli altri paesi asiatici vicini, nel luglio del 2005, il Ministero dell'economia ha annunciato dei piani per ridurre di 170 milioni di tonnellate le emissioni di anidride carbonica entro il 2025. Nel 2010, le emissioni di anidride carbonica sono state ridotte di 5,14 milioni di tonnellate metriche. Al fine di ridurre ulteriormente le emissioni, il governo prevedeva di aumentare l'efficienza energetica del 2% ogni anno fino al 2020. Inoltre, entro il 2015, era prevista una riduzione del 7% delle emissioni rispetto ai livelli del 2005.

### Industria marittima
Nel 2017, Taiwan ha esportato 162 yacht. Nel 2018, Taiwan è stata la quarta nazione al mondo per la costruzione di yacht in base ai piedi costruiti, dopo Italia, Paesi Bassi e Turchia. Taiwan è anche una delle nazioni più grandi al mondo nel settore della pesca e l'industria di trasformazione del pesce ad essa associata è altrettanto importante.

## Settore terziario

### Finanza

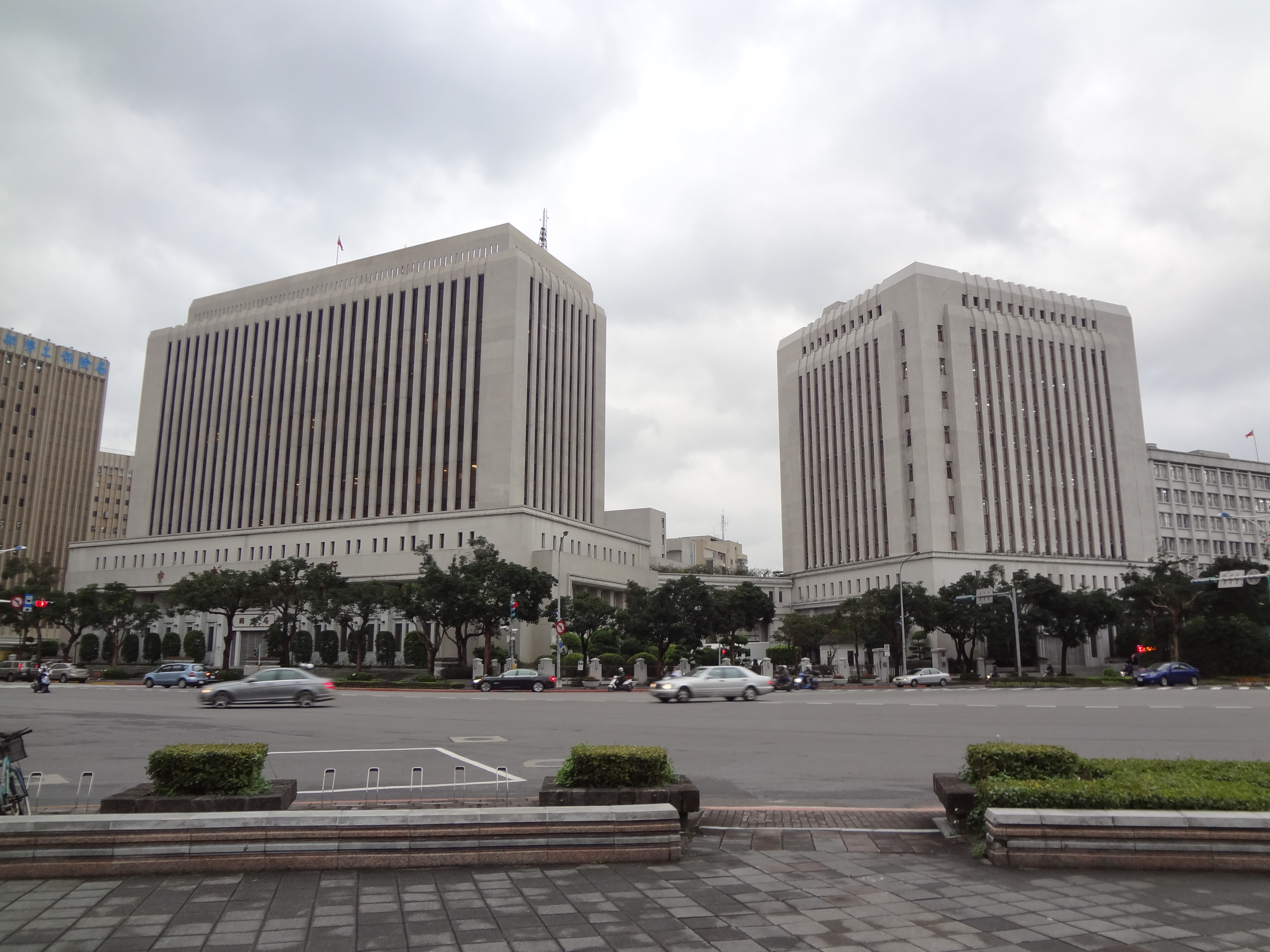
Sede centrale della Banca centrale della Repubblica di Cina, a Taipei.

A Taiwan ci sono 40 banche pubbliche e private e 25 banche di credito cooperativo. Ci sono anche 28 banche straniere che hanno filiali a Taipei. Il settore bancario taiwanese è dominato dalla Banca centrale della Repubblica di Cina, di proprietà statale, che controlla circa il 12% del totale degli asset del settore bancario.
Oltre alla Banca centrale cinese, il governo possiede e gestisce diverse altre banche, detenendo il 100% degli asset della Banca Fondiaria di Taiwan e il 36,7% della Banca Cooperativa di Taiwan. Inoltre, il governo è un azionista di minoranza dei tre maggiori istituti bancari privati: la Mega International Commercial Bank, la First Commercial Bank e la Hua Nan Commercial Bank. Tuttavia, il governo sta perseguendo piani di privatizzazione e ha dichiarato di voler ridurre del 50% il numero di istituti finanziari (e società di finanziamenti) controllati dallo Stato.
Come indicato sul sito della Central Bank, "gli obiettivi operativi includono il sostegno alla stabilità finanziaria, l'assicurazione di operazioni bancarie razionali, il mantenimento di una valuta interna ed esterna stabile e, nell'ambito dei tre obiettivi sopracitati, il sostegno allo sviluppo economico". Per raggiungere questi obiettivi, la banca centrale di Taiwan utilizza strumenti tradizionali di politica monetaria, tra cui operazioni di mercato aperto, sconti e riserve obbligatorie per le banche. L'acquisto e la vendita di titoli attraverso operazioni di mercato aperto per influenzare le riserve bancarie e i tassi interbancari sono i più importanti strumenti di politica monetaria del paese. La banca centrale utilizza un tasso di rifinanziamento con un orientamento di credito a 10 giorni. Secondo i dati della ufficiali, le riserve auree e valutarie di Taiwan ammontano a 399 miliardi di dollari statunitensi, e il paese si posiziona al sesto posto al mondo per questo indicatore. Il rating creditizio è AA-, stabile.
Nel 2008, la Fubon Financial Bank è diventata di fatto la prima banca taiwanese ad operare in Cina, acquisendo il 20% delle azioni della Xiamen City Commercial Bank. La transazione è stata approvata dall'autorità di regolamentazione bancaria cinese nel novembre 2008. Questa operazione ha segnato l'inizio della liberalizzazione dei servizi finanziari tra Cina e Taiwan, con l'approvazione di un memorandum d'intesa firmato nel novembre 2009.
Nel giugno 2012, la Commissione per la vigilanza finanziaria taiwanese ha autorizzato l'operatività di due banche cinesi (la Bank of Communications e la Bank of China) a Taipei. Nel mese di agosto dello stesso anno, Cina e Taiwan hanno approvato l'apertura di banche taiwanesi in Cina per ridurre il numero di operazioni in yuan e di banche cinesi a Taiwan per ridurre il numero di operazioni in dollari taiwanesi.
Le banche straniere sono attive nel settore bancario di Taiwan e la Commissione per la vigilanza finanziaria sta attivamente cercando di attirarne ulteriormente per creare un mercato finanziario globale. Per agevolare questo processo sono state adottate una serie di riforme, che consentono alle banche taiwanesi di collaborare con le banche straniere attraverso la creazione di banche filiali, che poi si fonderanno con l'istituto interno o saranno acquistate. Alcune operazioni famose includono: l'acquisizione della Bowa Commercial Bank da parte della Singapore Development Bank, l'acquisizione della Bank of Overseas Chinese da parte di Citigroup e l'acquisizione della Hsinchu International Bank da parte della Standard Chartered Bank.

### Trasporti

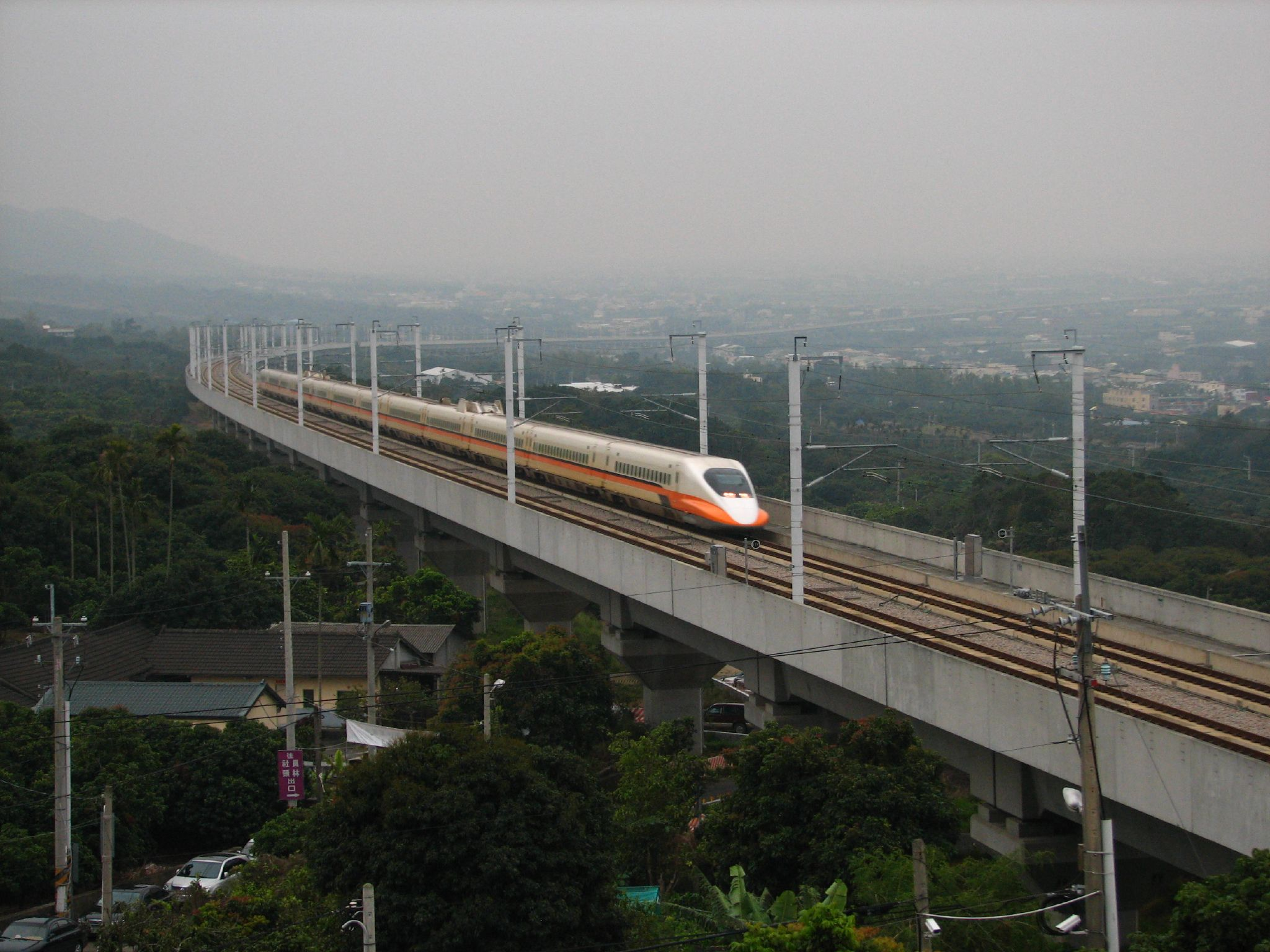
L'elettrotreno Taiwan High Speed 700T sulla linea ferroviaria ad alta velocità.

Il settore dei trasporti nella Repubblica di Cina cominciò a svilupparsi alla fine degli anni '40. La costruzione di aeroporti, strade e ferrovie nel paese ha notevolmente aumentato l'occupazione della popolazione. A Taiwan, esiste una rete ferroviaria molto ramificata, con una lunghezza totale di 1580 km (nel 2009). Negli anni '50, tuttavia, la lunghezza della rete era di circa 3500 km, di cui circa 2000 km erano ferrovie a scartamento ridotto. La riduzione della rete ferroviaria a Taiwan è dovuta alla chiusura di quasi tutte le linee a scartamento ridotto. L'alta densità di popolazione rende il trasporto ferroviario molto richiesto, specialmente nelle regioni occidentali dell'isola. Nel 2011, oltre 863,4 milioni di passeggeri hanno utilizzato i sistemi ferroviari del paese, con una media di circa 2,36 milioni di passeggeri al giorno. Tutte le ferrovie standard del paese sono gestite dall'Amministrazione delle Ferrovie di Taiwan. Il sistema comprende 4 linee principali che formano un anello attorno all'isola e 3 piccoli rami aggiuntivi. La maggior parte delle ferrovie è elettrificata, con una larghezza della rotaia di 1067 mm. La prima linea è stata costruita nel 1891, durante la dinastia Qing.
Il sistema ferroviario ad alta velocità (THSR) attraversa la costa occidentale dell'isola, collegando Taipei e Kaohsiung. La lunghezza della linea è di 345 km. Attualmente, esiste una metropolitana in due città di Taiwan: Taipei e Kaohsiung. La costruzione della metropolitana è in corso nelle città di Taoyuan e Taichung.
In totale, sono stati costruiti 40 aeroporti a Taiwan, sei dei quali hanno una lunghezza di pista superiore a 3047 m. L'aeroporto più trafficato è Taiwan-Taoyuan, che ha visto transitare più di 29,2 milioni di passeggeri nel 2012. Al 2013, sono stati costruiti 31 eliporti. I principali porti marittimi del paese sono Hualien, Kaohsiung, Keelung e Taichung. Il porto di Kaohsiung è il più grande del paese, con una capacità di transito di circa 10 milioni di equivalenti a venti piedi. A Taiwan ci sono anche due porti interni.
La lunghezza totale delle strade dell'isola è di 41.475 km (2009). Le autostrade ad alto livello nazionale hanno una grande capacità di transito.

### Telecomunicazioni
Il mercato delle telecomunicazioni a Taiwan si è sviluppato rapidamente grazie alle misure di liberalizzazione adottate a metà degli anni '90 atte ad accelerare la modernizzazione. Dal 1996 (quando i servizi di telefonia mobile, satellitare e fissa sono stati gradualmente privatizzati) al 2010, i ricavi dei servizi di telecomunicazione sono cresciuti del 132%, raggiungendo i 12 miliardi di dollari USA. In questo periodo, la quota dei ricavi dei servizi di telefonia mobile è aumentata dal 13 al 59% del totale dei ricavi delle telecomunicazioni.
Come in molti altri paesi sviluppati, il mercato della telefonia a Taiwan si è trovato di fronte ad una saturazione, poiché il tasso di diffusione dei cellulari ha raggiunto il 100% all'inizio del 2002 e ha continuato a salire fino al 120% nel 2010. La dimensione limitata del mercato ha portato ad una dura concorrenza tra gli operatori di rete, poiché in costante competizione per aumentare la loro quota di mercato, offrendo servizi di qualità superiore, attrezzature più recenti e prezzi più vantaggiosi.
Il maggior fornitore di servizi di telecomunicazioni a Taiwan è Chunghwa Telecom, che è anche uno dei leader del settore in Asia per il fatturato. In termini sia di entrate che di numero di clienti, Chunghwa è il maggiore fornitore di servizi di telefonia fissa, mobile, banda larga e servizi di comunicazione per clienti aziendali a Taiwan.

### Turismo
In seguito al recupero dell'economia dopo la crisi del 2010, il settore del turismo ha tratto vantaggio dall'ulteriore miglioramento della situazione economica. Nel 2011, il numero di viaggi turistici verso l'isola è aumentato drasticamente. Inoltre, la ripresa economica ha portato ad un aumento del numero di visitatori locali nelle attrazioni turistiche e dei guadagni derivanti dal turismo interno.
La competizione sui prezzi rimane un aspetto importante nel settore dei viaggi e del turismo a Taiwan. Ad esempio, alcune compagnie aeree a basso costo che operano rotte turistiche in Asia sono molto popolari tra i turisti taiwanesi. I prezzi attraenti dei voli a basso costo hanno quindi creato un alto livello di concorrenza tra le principali compagnie aeree. Tuttavia, non vi è stata la stessa contesa per le rotte al di fuori dell'Asia. Pertanto, alcune compagnie si sono riorientate per concentrarsi sui voli a lungo raggio verso destinazioni europee o americane, al fine di evitare la rigida concorrenza sulle rotte in Asia.
Nel 2018, Taiwan è stata la 35° destinazione più visitata al mondo, con 11 milioni di turisti internazionali. Le entrate del turismo nello stesso anno sono state di 13,7 miliardi di dollari.

## Parchi scientifici e industriali

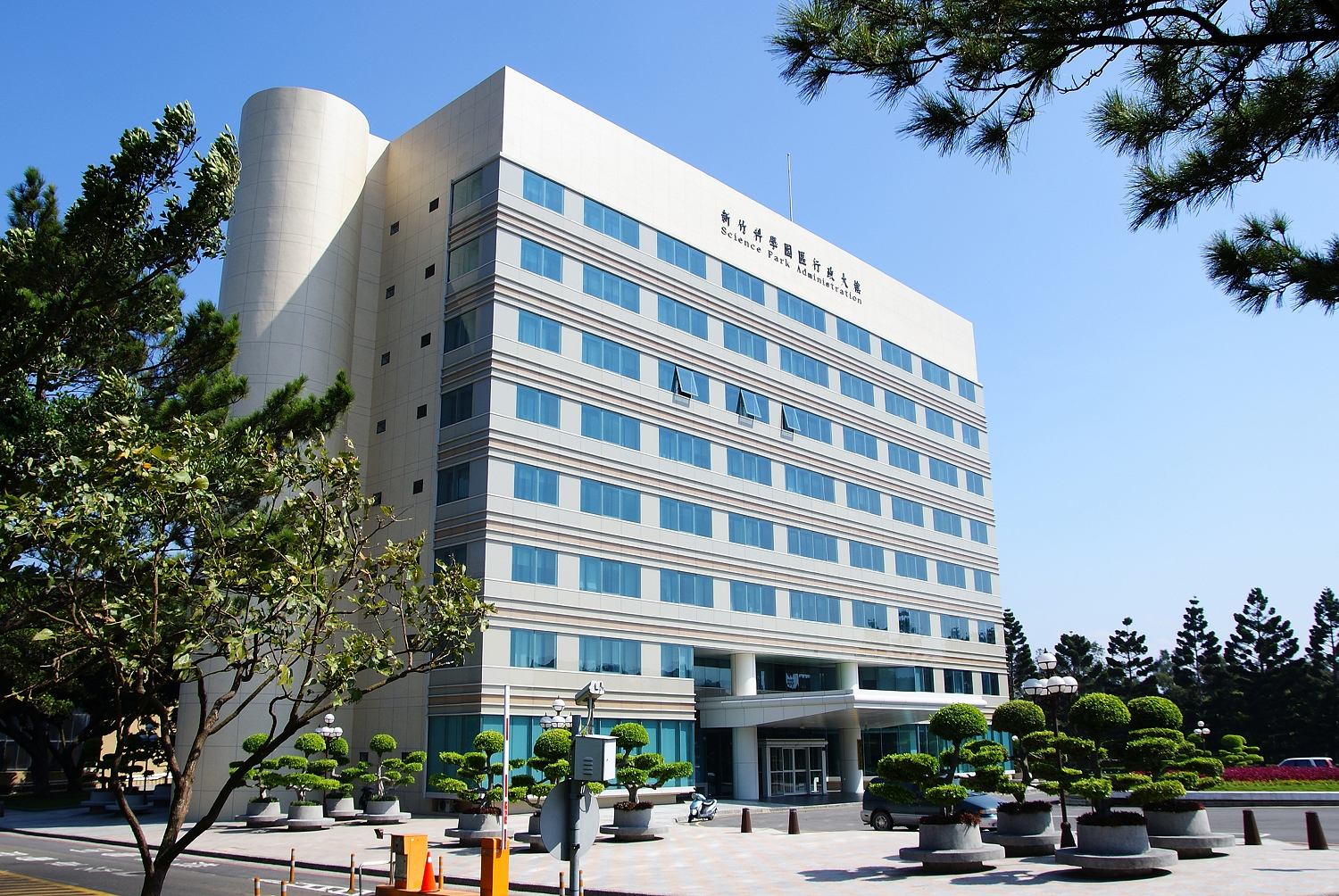
Il Parco scientifico e industriale di Hsinchu ospita molte delle aziende IT di Taiwan.

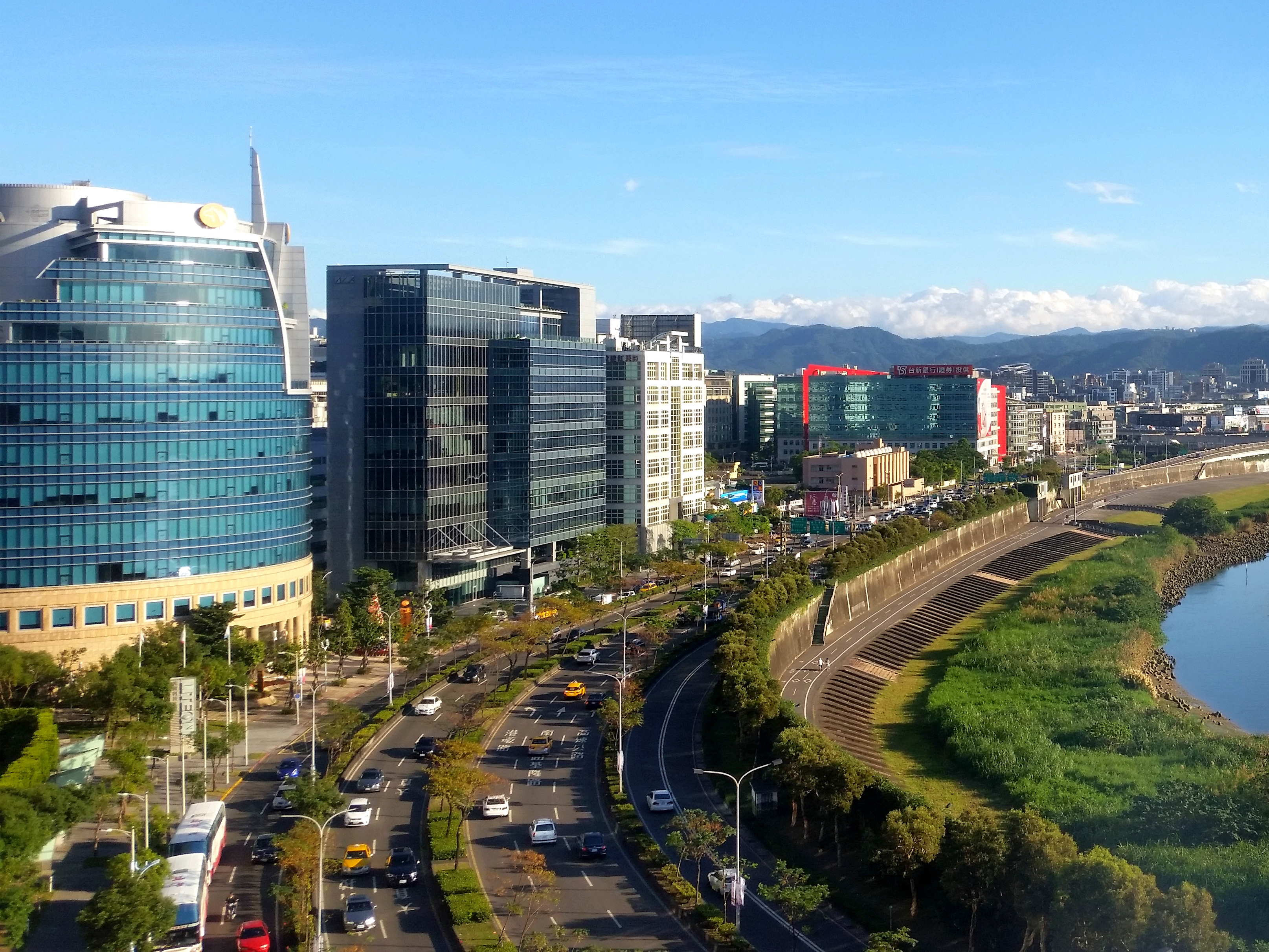
Parco scientifico di Neihu.

Al fine di promuovere la ricerca e lo sviluppo industriale, il governo taiwanese ha avviato la creazione di parchi scientifici. Questi parchi sono zone economiche che offrono servizi pubblici, incentivi fiscali e tassi speciali di prestito per attrarre investimenti. Il primo di questi parchi, il parco scientifico di Hsinchu, è stato fondato nel 1980 dal Consiglio nazionale delle scienze, con l'obiettivo di promuovere la ricerca e lo sviluppo nelle tecnologie dell'informazione e nella biotecnologia. Il parco è stato definito la "Silicon Valley" di Taiwan ed è stato espanso a sei campus che coprono un'area di 1 140 ettari (11,4 km²). All'interno del parco ci sono oltre 430 aziende (tra cui molte quotate nel TAIEX) che impiegano più di 130 000 persone, con un capitale totale versato di 36,10 miliardi di dollari nel 2008. La Taiwan Semiconductor Manufacturing Company e la United Microelectronics Corporation, rispettivamente il primo e il secondo maggiore produttore di chip per contratto, hanno la loro sede nel parco. Dal 1980, il governo ha investito più di un miliardo di dollari nell'infrastruttura del parco e si sta cercando di espanderlo ulteriormente con parchi specializzati. L'Istituto di ricerca sulla tecnologia industriale (ITRI), con sede nel parco, è la più grande organizzazione di ricerca senza scopo di lucro di Taiwan e lavora per sviluppare la ricerca tecnologica applicata all'industria, tra cui molte delle industrie tradizionali (come i tessili).
Dopo il successo del primo parco, nel 1996 è stato istituito il Parco scientifico del sud di Taiwan (STSP), composto dal Parco scientifico di Tainan e dal Parco scientifico di Kaohsiung. Oltre alle imprese, diverse istituzioni di ricerca (tra cui l'Academia Sinica) e università hanno stabilito filiali all'interno del parco con un focus sui circuiti integrati (IC), l'optoelettronica e la biotecnologia. Il Parco scientifico centrale di Taiwan (CTSP) è stato stabilito più recentemente, nel 2003. Mentre il CTSP è ancora in fase di sviluppo, molte aziende (tra cui AU Optronics) si sono già trasferite nel parco e hanno iniziato le operazioni di produzione. Come gli altri parchi, anche il CTSP si concentra sui circuiti integrati, la biotecnologia e l'optoelettronica, con quest'ultima che rappresenta il 78% dei suoi ricavi nel 2008. Questi tre parchi scientifici hanno attratto oltre 4 trilioni di dollari taiwanesi (137 miliardi di dollari USA) di ingresso di capitale e nel 2010 i ricavi totali all'interno dei parchi erano di ben 2,16 trilioni di dollari taiwanesi (72,8 miliardi di dollari USA).
Il Parco industriale di Linhai, istituito a Kaohsiung nel 1960, è una zona industriale ben sviluppata con oltre 490 aziende che si concentrano in altre industrie, tra cui metalli di base, macchinari e riparazioni, prodotti minerali non metallici, prodotti chimici e produzione di alimenti e bevande. Il Parco industriale costiero di Changhua, situato nella Contea di Changhua, è un gruppo industriale più recente con molte industrie diverse, come la produzione di alimenti, vetro, tessuti e plastica.

## Istituti di ricerca economica
- Istituto di ricerca economica di Taiwan
- Istituto Chung-Hua per la ricerca economica
- Istituto di Economia, Academia Sinica
- Istituto di ricerca sulla tecnologia industriale
- Istituto di ricerca sull'allevamento di bestiame di Taiwan